# Paul Nguyễn Văn Bình
Paul Nguyễn Văn Bình (Ho Chi Minh, 1º settembre 1910 – Ho Chi Minh, 1º luglio 1995) è stato un arcivescovo cattolico vietnamita.

## Biografia
Paul Nguyễn Văn Bình nacque il 1º settembre 1910 a Ho Chi Minh, quintogenito di una devota famiglia cattolica con sette figli, ma unico sopravvissuto insieme ad una sorella fino all'età adulta.

### Formazione e ministero sacerdotale
Nel 1922 iniziò il gli studi entrando nel seminario minore San Giuseppe di Saigon. Dieci anni dopo fu inviato a Roma per completare la sua formazione.
Negli anni in cui fu a Roma poté assistere l'11 giugno 1933 nella basilica vaticana all'ordinazione episcopale di Jean-Baptiste Nguyễn Bá Tòng, il primo vescovo vietnamita.
Fu ordinato presbitero nella cattedrale di Roma il 27 marzo 1937. Dopo l'ordinazione sacerdotale, prima di tornare in Vietnam, prestò servizio pastorale presso varie parrocchie di Roma. Nel 1938 si imbarcò per tornare in patria, tuttavia nel frattempo contrasse la tubercolosi e giunto a Saigon dovette essere ricoverato.
Una volta guarito, pur rimanendo segnato a vita per le difficoltà respiratorie conseguenti la malattia, venne nominato parroco della piccola parrocchia di Ðức Hòa, oggi appartenente alla diocesi di Mỹ Tho. 
Nel 1942 fu nominato professore del seminario San Giuseppe di Saigon e direttore spirituale della scuola Taberd. Nel 1948 fu nominato parroco della parrocchia di Cầu Đất. All'inizio della guerra d'Indocina fu sostenitore dell'indipendenza del suo paese dalla Francia.

### Ministero episcopale
Il 20 settembre 1955 papa Pio XII, con la bolla Quod Christus, eresse il vicariato apostolico di Cần Thơ e lo nominò primo vicario apostolico, assegnandogli contestualmente la sede titolare di Agno.
Ricevette l'ordinazione episcopale il 30 novembre 1955 per imposizione delle mani dell'arcivescovo Pierre Martin Ngô Đình Thục nella cattedrale di Saigon.
Prese possesso del vicariato il 20 dicembre seguente. 
Il nuovo vicariato mancava di numerose strutture, perciò si adoperò per le raccolte fondi necessarie ad aprire le prime strutture provvisorie, aprendo già nel 1956 il nuovo seminario minore San Pietro Đoàn Công Quí. Aprì anche una tipografia per la pubblicazione e la diffusione di articoli religiosi. Alla fine della guerra, organizzò l'accoglienza delle migliaia di profughi in fuga dal Nord.
Il 24 novembre 1960 papa Giovanni XXIII, con la bolla Venerabilium Nostrorum, elevò al rango di arcidiocesi metropolitana il vicariato apostolico di Saigon e lo nominò primo arcivescovo. Prese possesso dell'arcidiocesi il 2 aprile 1961.
Fu padre conciliare durante il Concilio Vaticano II partecipando a tre delle quattro le sessioni.
Fu testimone dei grandi eventi politici del suo paese, sempre accorto a tenere separata la Chiesa dalla politica secolare, prima sotto il regime del presidente Ngô Đình Diệm, durante il quale fu spesso critico delle sue posizioni radicali contro la popolazione non cattolica e ancora dopo la riunificazione del Vietnam fu capace di mediare con il governo comunista, riuscendo a tenere la Chiesa unita e in comunione con il papa, nonostante i tentativi di creare una Chiesa di stato, controllata dall'autorità del partito. Negli anni tuttavia il suo valore fu riconosciuto persino dalle autorità civili, tanto che gli è stata conferita postuma l'onorificenza dell'Ordine della Grande Solidarietà Nazionale e gli è stata intitolata una strada ad Ho Chi Minh.
Fu presidente della conferenza episcopale del Vietnam del sud prima e del Vietnam unito poi.
Resse l'arcidiocesi per trentacinque anni, non potendo ritirarsi all'età prevista a causa del conflitto tra lo stato e l'arcivescovo coadiutore di Saigon François-Xavier Nguyễn Văn Thuận, morendo il 1º luglio 1995 a Ho Chi Minh all'età di 84 anni.

## Genealogia episcopale e successione apostolica
La genealogia episcopale è:
- Patriarca Eliya XII Denha
- Patriarca Yukhannan VIII Hormizd
- Vescovo Isaie Jesu-Yab-Jean Guriel
- Arcivescovo Augustin Hindi
- Patriarca Yosep VI Audo
- Patriarca Eliya XIV Abulyonan
- Patriarca Yosep Emmanuel II Thoma
- Vescovo François David
- Arcivescovo Antonin-Fernand Drapier, O.P.
- Arcivescovo Pierre Martin Ngô Đình Thục
- Arcivescovo Paul Nguyễn Văn Bình

La successione apostolica è:
- Vescovo Joseph Phạm Văn Thiên (1966)
- Vescovo François Xavier Trần Thanh Khâm (1966)
- Vescovo Louis Phạm Văn Nẫm (1978)
- Vescovo Louis Hà Kim Danh (1982)